# Dicraeus styriacus
Dicraeus styriacus är en tvåvingeart som först beskrevs av Gabriel Strobl 1898.  Dicraeus styriacus ingår i släktet Dicraeus och familjen fritflugor. Arten är reproducerande i Sverige. Inga underarter finns listade i Catalogue of Life.